# 아스테릭스: 미션 올림픽 게임
《아스테릭스 - 미션 올림픽 게임》은 토마스 랭맨과 프레더릭 포레스티에 감독이 제작한 영화이다. 《아스테릭스 3 - 바이킹스》 이후 3년 만에 내놓은 작품이다.

## 줄거리
브루투스는 로마의 황제 줄리어스 시저의 양아들이면서 뭐든지 우기는 것이 취미이고 반칙이 특기인 만년 2인자이다. 그는 그리스의 사랑스러운 공주 이리나와 결혼하려고 하지만 그녀는 이미 그리스의 훈남 로맨티스트 러브식스와 사랑하고 있었다. 하지만 선택의 여지가 없었던 공주는 올림픽을 통해 우승자와 결혼하겠다고 선언하고 마음 속 깊이 러브식스의 승리만을 간절히 바라고 있었다.

그러나, 브루투스는 막강한 부와 권력으로 심판 매수는 물론 마법사들까지 동원해 마법의 물약으로 강한 힘과 속도까지 갖춘 최강의 올림픽 선수단을 구성한다. 그에 반해 가진 것이라고는 건강한 신체 뿐인 러브식스는 신비한 힘을 가지고 있는 아스테릭스와 엄청난 힘의 소유자 오벨릭스에게 도움을 청한다. 이로써 막강 대장 브루투스에 맞선 훈남 러브식스의 놀랍고 흥미진진한 올림픽이 시작된다.

## 캐스팅

### 주연
- 아스테릭스 역 : 클로비스 코르니악
- 오벨릭스 역 : 제라르 드빠르디외
- 브루투스 역 : 브누와 뽀엘부르드
- 줄리어스 시저 역 : 알랭 들롱
- 이리나 공주 역 : 바네사 헤슬러

### 조연
- 코베르디푸스 역 : 호세 가르시아
- 알라포릭스 역 : 스테판 루소
- 파노라믹스 역 : 장피에르 카셀
- 베타 역 : 엘리 세모운
- 모디쿠스 역 : 알렉상드르 아스티에
- 마부 역 : 지네딘 지단